# Ptecticus isabelensis
Ptecticus isabelensis är en tvåvingeart som beskrevs av Lindner 1937. Ptecticus isabelensis ingår i släktet Ptecticus och familjen vapenflugor. Inga underarter finns listade i Catalogue of Life.